# Motoreninstandsetzung
Bei der Motoreninstandsetzung (Motorrevision) handelt es sich um die Reparatur eines Motors bzw. Verbrennungsmotors mit dem Ziel, die bei der Produktion festgelegten Eigenschaften und Merkmale wiederherzustellen. Die Bezeichnung Motoreninstandsetzung kann sich sowohl auf die Reparatur einzelner Motorenteile als auch auf die Generalüberholung des gesamten Motors beziehen. Während es sich bei der Reparatur um eine reine Schadensbehebung handelt, spielt bei der Generalüberholung auch der Gedanke des Wiederverwertens von Altgeräten eine Rolle, wodurch sie als Beitrag zum Produktrecycling bzw. Upcycling zu verstehen ist. Motoren, die das RAL Gütezeichen Motoreninstandsetzung tragen, sind nach fest definierten Richtlinien instand gesetzt. Sie sind häufig auch als Austauschmotor erhältlich.

## Anwendungsbereiche
Motoreninstandsetzung ist notwendig, um die Funktionstüchtigkeit eines Motors bzw. motorbetriebenen Geräts zu erhalten. Sie wird überall dort durchgeführt, wo Motoren im Einsatz sind, etwa in Kraftfahrzeugen, Diesellokomotiven, Schiffen oder mobilen und stationären Aggregaten.

## Arten von Motoreninstandsetzung

### Generalüberholung
Bei der Generalüberholung werden die Motoren einschließlich der Nebenaggregate vollständig zerlegt und neu zusammengebaut. Defekte oder verschlissene Teile werden im Zuge dessen ausgetauscht. Die Qualität der Instandsetzung hängt dabei wesentlich von der Sorgfalt und der technischen Ausstattung des ausführenden Betriebs ab, beispielsweise ob Geräte zur Rissprüfung vorhanden sind.

### Grundinstandsetzung
Eine Grundinstandsetzung unterscheidet sich von der Generalüberholung darin, dass nur bestimmte Teile des Motors instand gesetzt werden. Nach den Vorgaben für das Gütezeichen Motoreninstandsetzung sind jedoch „mindestens Zylinderkopf, die Kurbelwellenlagerung oder der Kurbeltrieb (Pleuellagerung, Laufbuchse) nach dem Stand der Technik instand zu setzen.“

## Anbieter
Motoreninstandsetzung wird sowohl von gewöhnlichen Kfz-Werkstätten als auch spezialisierten Motoreninstandsetzungsbetrieben angeboten. Die Bezeichnung „Motoreninstandsetzer“ ist dabei nicht geschützt. Die Mitglieder der „Gütegemeinschaft der Motoreninstandsetzungsbetriebe“ haben sich daher einen Katalog an festgelegten Kriterien gegeben, die regelmäßig überprüft werden. Häufig treten Motoreninstandsetzer als Dienstleister für Werkstätten auf, die defekte Motoren einsenden und im Gegenzug instandgesetzte Austauschmotoren erhalten. Viele Unternehmen konzentrieren sich zudem auf bestimmte Motorenarten mit ihren jeweiligen Anforderungen, wie beispielsweise LKW, schwere Schiffsdiesel oder Lokomotiven.
Da bei dem komplexen Aufbau moderner Motoren für Laien in der Regel nicht nachvollziehbar ist, welche Arbeiten nach welchen Maßstäben durchgeführt wurden, hat die Gütegemeinschaft der Motoreninstandsetzungsbetriebe in Zusammenarbeit mit RAL Deutsches Institut für Gütesicherung und Kennzeichnung ein Gütezeichen für Motoreninstandsetzungen entwickelt, das feste, öffentlich einsehbare Regeln für die Durchführung der Arbeiten vorgibt. Zudem müssen sich die Mitgliedsunternehmen, die der Gütegemeinschaft angehören, jährlich unabhängigen Kontrollen unterziehen.
Neben dem RAL Gütezeichen, das durch Maßnahmen der Hersteller nur noch bedingt umsetzbar ist, gibt es die VDI-Richtlinie 4084 die von den Mitgliedsbetrieben der Verbände umgesetzt wird. In der VDI-Richtlinie 4084 werden erstmals Begriffe der Motoreninstandsetzung rechtsverbindlich dargestellt.